# Fastlane (série télévisée)
Pour les articles homonymes, voir Fastlane.
Fastlane est une série télévisée américaine en 22 épisodes de 46 minutes, créée par McG et John McNamara, et diffusée entre le 18 septembre 2002, et le 25 avril 2003 sur le réseau Fox, et en simultané sur le réseau CTV au Canada.
En France, la série est diffusée de 29 juin 2003 à une date inconnue sur Canal+ et rediffusée sur TF6, France 4, AB1 et sur NT1 ; au Québec à partir du 29 août 2003 sur Ztélé ; et en Belgique sur RTL Plug et de 16 juillet 2011 à une date inconnue sur AB2.

## Synopsis
André Hayes et Donovan « Van » Ray sont tous deux inspecteurs de police. Lors d'une mission, Hayes se fait tuer. Le lieutenant Wilhelmina « Billie » Chambers, qui est également le chef de l'équipe, envoie Van Ray dans une unité spéciale. Il devra infiltrer les réseaux criminels les plus dangereux de Los Angeles et aura comme coéquipier Deacon « Deaq » Hayes, le frère cadet d'André. Ils sont tous les deux choisis pour leur passé houleux qui leur confère une grande connaissance des milieux de gangsters. Ils y ont encore des relations.
Ils travaillent dans la « Confiserie » (the Candy-Shop) où leurs plaques de police sont gardées sous coffre. Ils ont à leur disposition de très gros moyens, voitures haut de gamme, moto, diamants, argent. Le mot d'ordre de la Confiserie est : « Tout ce que l'on saisit, on le garde. Tout ce que l'on garde, on l'utilise ».

## Distribution

### Acteurs principaux
- Peter Facinelli (VF : Cédric Dumond) : Donovan « Van » Ray
- Bill Bellamy (VF : Maurice Decoster) : Deaqon « Deaq » Hayes
- Tiffani Thiessen (VF : Laurence Dourlens) : Wilhelmina « Billie » Chambers

### Acteurs secondaires
- Kurt Alexander (Big Boy) (VF : Bruno Dubernat) : Aquarius (11 épisodes)
- Bill Duke (VF : Philippe Catoire) : le capitaine Bob Parish (5 épisodes)
- Jay Mohr (VF : Alexandre Gillet) : Roland Hill (4 épisodes)
- Robert Forster (VF : Jean-Pierre Moulin) : Raymond « Ray-Ray » Ray (2 épisodes)

- Version française
  - Société de doublage : Nice Fellow[4]
  - Direction artistique : Philippe Peythieu[4]
  - Adaptation des dialogues : Stéphane Salvetti et Philippe Lebeau[4]

 Source et légende : version française (VF) sur RS Doublage et Doublage Séries Database

## Épisodes
1. Contact (Pilot)
2. Croqueuses de diams (Girls Own Juice)
3. Sans limites (Gone Native)
4. Loin derrière (Things Done Changed)
5. Oiseaux de nuit (Ryde or Die)
6. Petites coupures (Ray Ray)
7. Le Choix de Sophia (Wet)
8. Bleu cyanure (Mighty Blue)
9. Mic Mac (Get Your Mack On)
10. Comme un chien (Dogtown)
11. Entre filles (Strap On)
12. Coup de pouce (101)
13. Descente de flic - 1re partie (Defense - Part 1)
14. Descente de flic - 2e partie (Offense - Part 2)
15. Faux bonds (Popdukes)
16. Double dames (Slippery Slope)
17. Baby-sitters (Simone Says)
18. Comme avant (Monster)
19. Frères (Overkill)
20. Chacun de son côté (Asslane)
21. Contre la montre - 1re partie (Dosed - Part 1)
22. Contre la montre - 2e partie (Iced - Part 2)

## Production
La série n'a duré qu'une seule saison car elle n'a pas eu suffisamment d'audience au regard du prix que coûtaient les épisodes. C'est une série à gros budget avec 2,6 millions de dollars par épisode[réf. nécessaire]. Les réalisateurs ont fait un gros travail sur l'image et les couleurs dans cette série. L'image est extrêmement colorée (voire parfois un peu saturée de couleurs) et bénéficie d'une lumière très particulière.

## Musiques
Les épisodes sont rythmés par un certain nombre de musiques qui renforcent l'ambiance de la série. Le générique d'ouverture de la série est : Snoop Dogg - Fastlane Theme Song.